# НРС-2
НРС-2 «Взмах» (Нож разведчика специальный, индекс ГРАУ — 6П31) — огнестрельное оружие специального назначения, разработанное на Тульском оружейном заводе для спецподразделений армии СССР, в настоящее время являющееся личным оружием нападения и защиты бойцов специальных разведывательных подразделений армии и некоторых подразделений правоохранительных органов, представляющее собой нож с вмонтированным в рукоять однозарядным стреляющим устройством. Предназначено для поражения противника в ближайшем бою клинком, при ударе или метании, а также выстрелом без шума и пламени на дальности до 25 м. На обухе клинка нарезана пила по металлу. В ножны встроены кусачки-обжимка детонаторов и плоская отвёртка.

## Устройство

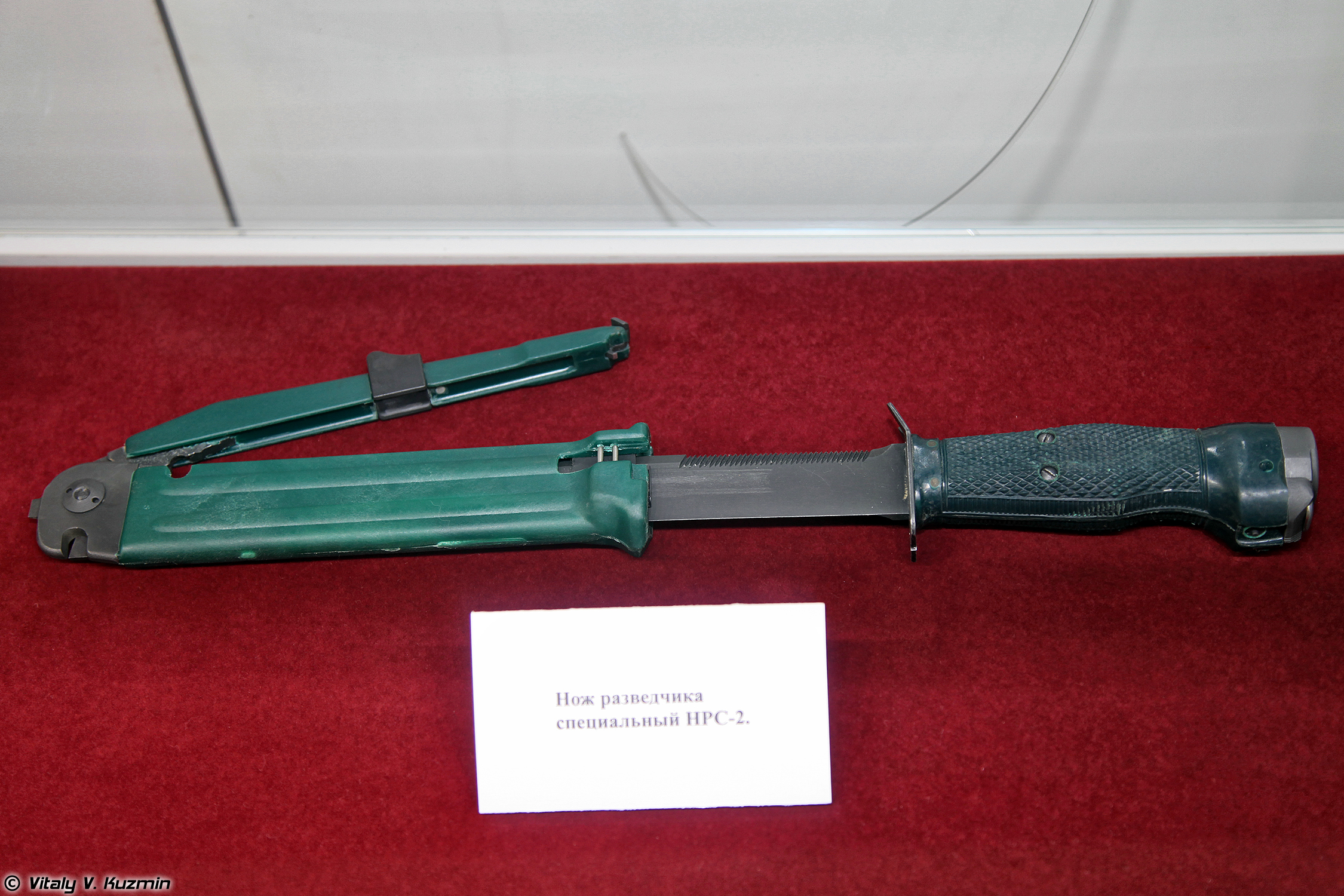
В ножны встроены кусачки

Для стрельбы патронами СП-4 используется стрелковый механизм, встроенный в НРС-2. В отверстии рукоятки смонтирован 60-мм шестинарезный ствол. Ствол устанавливается парой устройств, которые заходят при его вращении в специальные отверстия внутри рукояти, и внешней защёлкой. При перезарядке ствол извлекается из рукояти, в патронник вставляется патрон, после этого ствол возвращается в исходное положение (в рукоять), где справа установлен ударник, предохранитель флажкового типа и курок.

## Модификации
На базе НРС-2 выпускается нож НР-2 (индекс ГРАУ — 6П32), лишенный механизма стрельбы, вместо которого имеется контейнер для хранения предметов жизнеобеспечения.